# Hubert Ogunde
Hubert Adedeji Ogunde, född 31 maj 1916 i Ososa, nära Ijebu-Ode, Ogun, Nigeria, död 4 april 1990 i London, England, var en nigeriansk skådespelare, dramatiker, teaterchef och musiker som grundade Ogunde Concert Party (år 1945), det första professionella teaterföretaget i Nigeria.
Ogunde spelade en roll i filmen Mister Johnson från 1990, i vilken även Pierce Brosnan medverkade. Filmen spelades in i Jos.